# Здравко Попов (писател)
Вижте пояснителната страница за други личности с името Здравко Попов.
Здравко Попов е български писател сатирик.

## Биография
Здравко Попов е роден през през 1939 г. в Пловдив. Следвал е Българска филология. Работил е като журналист, библиотекар, частник-дърводелец. Автор на осем сборника с хумористични разкази: „Акорди извън клавиатурата“ (1974), „Кон на втория етаж“ (1983), „Големият маратон“ (1989, награда „Пловдив“), „Заливът Спенсър. Из живота на избраниците“ (1993), „Крахът на Роко Железния“ (1994), „Случаят Ахил: хумор в три пози“ (1998), „Среща преди потопа“ (2004), „Хищникът Кочев“ (2006, награда „Пловдив“). Превежда романи и стихове от френски език. Автор на сценарии, скечове, стихотворни импровизации и майсторски изградени предговори за предпочитани автори. Работи върху книгата „Енциклопедия на смешното и любопитното в древна Гърция“. Работи в Народната библиотека „Иван Вазов“ – Пловдив.
Член е на Сдружението на българските писатели.

## Признание и награди
Носител е на наградите „Алеко“, „Чичовци“, „Пловдив“ и „Чудомир“.